# 빨간 앵두 4
"빨간 앵두 4"는 한국에서 제작된 박호태 감독의 1988년 영화이다. 김정아 등이 주연으로 출연하였고 김정조 등이 제작에 참여하였다.
한편, 김정아(본명 김진희)(미희 역)가 실오라기 하나 안 걸친 알몸으로 농염한 연기를 펼친 동시에 주제가까지 불렀으며 2011년 '제발'로 가수 데뷔를 했다.

## 출연

### 주연
- 김정아
- 김국현

### 조연
- 문신억

## 기타
- 조명: 장기종
- 녹음: 손인호